# Baraniec (Tatry)

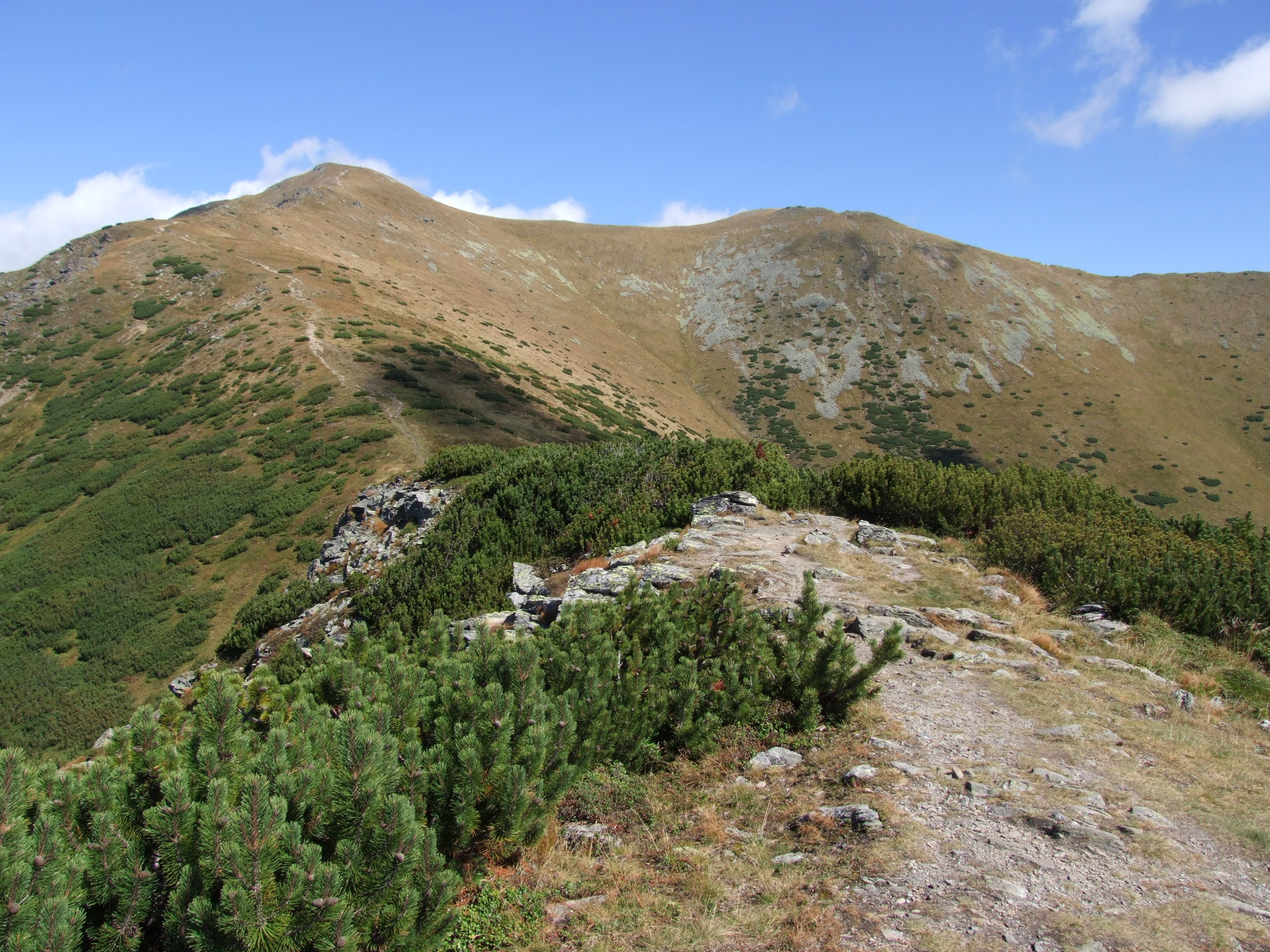
Baraniec i Szczerbawy, widok z grani południowo-zachodniej

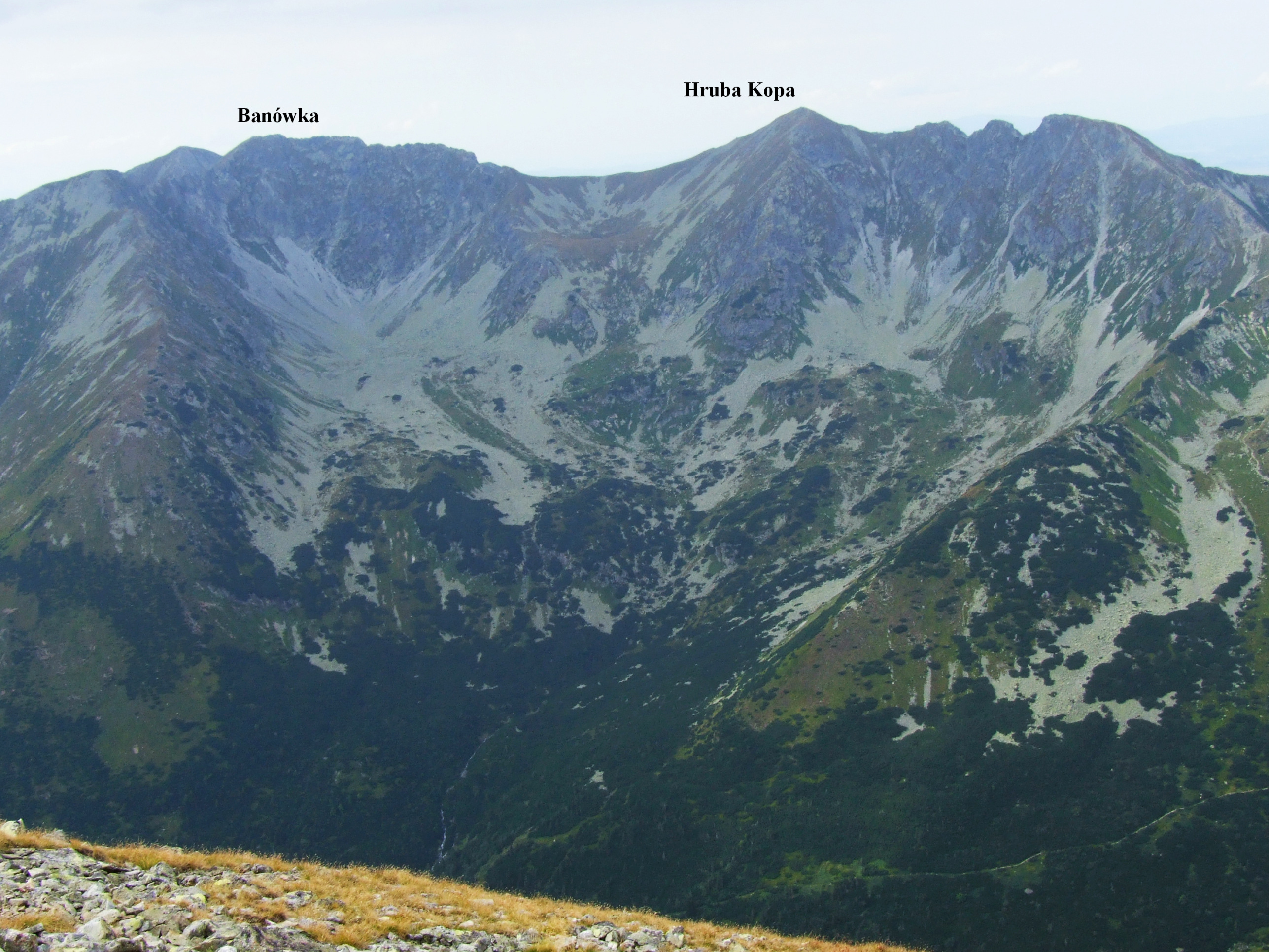
Widok Z Barańca na grań główną: Od lewej: Pachoł, Banówka, Hruba Kopa, Trzy Kopy

Baraniec, Baraniec Wielki (słow. Baranec, Veľký vrch) – znajdujący się w słowackiej części Tatr, trzeci co do wysokości (2182 m) szczyt Tatr Zachodnich. Znajduje się ok. 2,5 km na południe od grani głównej i jest najwyższym szczytem w bocznej grani Barańców.

## Topografia
Jest zwornikiem dla 4 grani:
- grań północna biegnąca poprzez Przełęcz nad Puste, Smreka i Żarską Przełęcz do Rohacza Płaczliwego (łączy Baraniec z główną granią Tatr)
- grań południowo-wschodnia poprzez Szczerbawy, Klin, Mały Baraniec i grzbiet Klinowate opadająca do Kotliny Liptowskiej
- grań południowo-zachodnia poprzez Goły Wierch opadająca do Kotliny Liptowskiej
- grań zachodnia zakończona Czarnymi Skałami i grzbietem Łokieć (tworzą lewe zbocza Doliny Żarskiej)

Pomiędzy granią południowo-zachodnią i południowo-wschodnią znajduje się Dolina Tarnowiecka, pomiędzy południowo-wschodnią i północną Dolina Jamnicka, pomiędzy północną i zachodnią Dolina Żarska, pomiędzy zachodnią i południowo-zachodnią Dolina Bystrego Potoku (odgałęzienie Doliny Żarskiej). Północne stoki spod szczytu Barańca do Doliny Żarskiej opadają stromo, znajduje się w nich niewielki kocioł lodowcowy o nazwie Kotlina.

## Opis szczytu
Od strony Doliny Jamnickiej znajdują się dwustopniowe kotły lodowcowe. Zbocza osiągają wysokość ponad 1000 m ponad dno doliny. Znajduje się na nich kilka potężnych żlebów, którymi zimą zsuwają się ogromne lawiny. Często przebywają tu kozice. W noc sylwestrową 1971/72 r. turyści spłoszyli tu te zwierzęta, 12 z nich zabiło się na oblodzonych zboczach.
Zbudowany jest z łupków krystalicznych z wtrąceniami amfibolitów i łupków grafitowych z granatami.
W przeszłości stoki Barańca były wypasane. Był też Baraniec jednym z 5 głównych punktów triangulacyjnych w Tatrach. W 1820 r. zbudowano na jego szczycie drewnianą wieżę do triangulacji i wówczas to precyzyjnie pomierzono wysokość szczytu na 2185 m. Potem na miejscu wieży zamontowano betonowy słup z blaszaną skrzynką kontaktową. Sam wierzchołek jest kamienisty, zbocza w górnej części trawiaste. Ładne widoki na grań główną od Rohaczy po Banówkę, Otargańce i niemal cały Liptów. Ponad Otargańcami widoczny masyw Bystrej oraz Krywań i inne szczyty Tatr Wysokich.
Pierwsze wejście zimowe: J. Przyborowski i Wacław Majewski 23 lutego 1914 r.

## Szlaki turystyczne
Wejście na Baraniec jest możliwe trzema szlakami:
  – zielony: autokemping „Raczkowa” – Klinowate – Mały Baraniec – Baraniec. Czas przejścia: 4 h, ↓ 3 h
   – rozdroże pod Gołym Wierchem – Goły Wierch. Czas przejścia na Goły Wierch: 2h, dalej szlakiem zielonym.
  – żółty: wylot Doliny Żarskiej – Goły Wierch – Baraniec – Smrek – Żarska Przełęcz – Rohacz Płaczliwy
- Czas przejścia z wylotu Doliny Żarskiej na Baraniec: 4 h, ↓ 2:40 h
- Czas przejścia z Barańca na Rohacza Płaczliwego: 2:05 h, z powrotem tyle samo